# Edgar de Picciotto
Edgar de Picciotto (* Oktober 1929 in Beirut; † 13. März 2016) war ein libanesisch-schweizerischer Privatbankier. Er investierte auf dem Schweizer Finanzplatz sehr früh, ab den 1970er Jahren, höchst erfolgreich in alternative Anlagen, namentlich in Hedgefonds und galt als «Hedgefonds-Pionier». Er war seiner Zeit damit weit voraus, es verhalf ihm zu einem privaten Vermögen zwischen zwei und drei Milliarden Franken.

## Leben
Edgar de Picciotto wurde 1929 in eine sephardische Familie in Beirut geboren. Die Familiengeschichte der de Picciotto reicht bis ins Zeitalter der grossen Entdeckungen von Portugal zurück. Er studierte zuerst Ingenieurwissenschaften in Frankreich, bevor er mit seiner Familie in den 1950er-Jahren wegen der antijüdischen Stimmung von Beirut via Italien in die Schweiz flüchtete. 1955 kam er nach Genf, wo er «in die kleine Genfer Bank Société Bancaire de Genève einheiratete». Er wurde 1972 in Vandœuvres eingebürgert. 1969 gründete er mit dem Zürcher Privatbankier Nicolas J. Bär in Genf die Compagnie de Banque et d’Investissements (CBI). Seine Gold-Investitionen im Vorfeld des „Nixon-Schocks“ vom 15. Juli 1971 machten ihn ebenso legendär wie seine frühe Entscheidung, in Hedgefonds zu investieren.
1990 übernahm die CBI die wesentlich grössere TDB-American Express Bank, woraus später die Union Bancaire Privée (UBP) entstand. Weitere Übernahmen folgten, beispielsweise der Cambio & Valoren Bank (1993), Nordfinanzbank (1995), und Zürich Discount Bank, Trust Company (2002). De Picciotto wurde Präsident des Verwaltungsrates und des Verwaltungsratsausschusses der UBP.
2009 übernahm er mit 80 Jahren die Führung der Bank erneut, nachdem die UBP im Jahr 2008 in den Strudel des US-Grossbetrügers Bernard Madoff einen herben Reputationsverlust erlitt und unter der Leitung seiner Söhne und des Neffen Michael de Picciotto in finanzielle Schwierigkeiten geraten war. Durch seinen beherztes Eingreifen ins operative Geschäft schaffte es de Picciotto, die Bank wieder auf Erfolgskurs zu bringen. Im Sommer 2011 kaufte er für eine geheim gehaltene Summe den Schweiz-Ableger der holländischen ABN AMRO mit 11 Milliarden Euro Kundenassets. Damit übernahm de Picciotto nach Angaben der US-Behörden zusätzlich 1282 Steuerbetrüger in sein Unternehmen. 2012 übernahm er die Hedgefonds-Gesellschaft Nexar Capital Group. Im 2015 Frühjahr sorgte die UBP für Aufsehen, als sie das internationale Private-Banking-Geschäft der britischen Coutts International übernahm (Growth or Die Dilemma). In Shanghai wurde eine Vermögensverwaltungsfirma eröffnet.
Die Union Bancaire Privée löste den Steuerstreit mit den USA mit einer Busse von 188 Millionen Dollar und entging damit einer Strafverfolgung.
Er war bekannt als «Doyen der Genfer Bankenszene». Edgar de Picciotto starb am 13. März 2016 86-jährig nach langer Krankheit. Sein Sohn, Guy de Picciotto, übernahm die Leitung der Bank.